# Thomas Dinger
Pour les articles homonymes, voir Dinger.
 (mars 2019).
Thomas Dinger (né le 28 octobre 1952 et décédé le 9 avril 2002) est un batteur, chanteur et compositeur allemand, qui eut une courte carrière solo en plus de sa participation à différents groupes de Krautrock, tels Neu! et La Düsseldorf. Son frère, Klaus Dinger, était également un musicien actif au sein de ces groupes. 

## Discographie

### Albums en solo
- Für Mich (1982)
- 2000 (2015, enregistré entre 1999 et 2000)

### avec Neu!
- Neu! 75 (1975)

### avec La Düsseldorf
- La Düsseldorf (1976)
- Viva (1978)
- Individuellos (1981)

### avec La! NEU?
- Goldregen (1998)

### avec 1-A Düsseldorf
- Fettleber (1999)
- Königreich Bilk (1999)
- DJF (2000)
- Live (2001)
- Pyramidblau (2003)